# Fallacia naturalistica
Con fallacia naturalistica, in filosofia del diritto e nell'etica, si indica il vizio di ragionamento, commesso dai teorici naturalisti e biasimato dai divisionisti, di derivare prescrizioni da descrizioni. L'espressione si trova per la prima volta nei Principia ethica, opera pubblicata nel 1903 dal filosofo inglese George Edward Moore.

## Descrizione
Secondo Moore, il concetto di buono che sta alla base del discorso morale è una nozione semplice e non può essere ulteriormente definita. Quando si ha la pretesa di identificarlo con una qualche proprietà naturale, come ad esempio l'utile o il piacevole, si cade nella fallacia naturalistica, che comprende sia le teorie etiche naturalistiche che le teorie etiche metafisiche. La confutazione della teoria naturalista poggia su due presupposti:
- Semiotico; la distinzione tra i discorsi descrittivi (indicativi) e quelli prescrittivi (direttivi). Tale tesi è detta anche Grande Divisione.
- Metaetico; l'impossibilità di transizione con mezzi meramente logici dal discorso descrittivo a quello prescrittivo. Questa tesi è una riformulazione della legge di Hume.

Per fare un esempio pratico, dalla lettura delle leggi che regolano il funzionamento del Parlamento italiano, non si può desumere il contenuto delle leggi che questo debba approvare, ossia i valori ai quali deve richiamarsi durante la formulazione delle leggi. Con un altro esempio limite, secondo le tesi divisioniste, dal fatto che Tizio abbia pronunciato la sua promessa di far qualcosa (descrizione) non deriva in alcun modo per lui l'obbligo di farla (non-prescrizione).